# Gutalax
Gutalax so češka goregrind skupina, ustanovljena v Křemžah leta 2009. Do sedaj so izdali tri dolgometražne albume ter en EP. Trenutno izdajajo pri založbi Human Discount Records.

## Zgodovina
Skupina je nastala leta 2009 v Křemžah v Južni Bohemiji. Naslednje leto se je zasedbi pridružil še kitarist Kojas, sledila pa je turneja z nizozemskimi Rectal Smegma. Leta 2011 so izdali prvenec Shit Beast pri češki založbi Bizarre leprous. Leta 2012 so odšli na turnejo s sonarodnjaki Spasm, nastopili pa so tudi na najznamenitejšem grindcore festivalu Obscene Extreme. Še istega leta jih je zapustil bobnar Pouřik, nadomestil pa ga je Mr. Free. Naslednje leto so odpotovali po Mehiki, pri isti založbi pa izdali split s Haemorrhage. Leta 2014 je sledil drugi album Shit Happens!. Skupina je priljubljena tudi v Sloveniji, večkrat so nastopili na festivalu Metaldays, zaigrali so tudi na Winter Days of Metal, Breki in v Orto baru.

## Slog
Kljub temu da so Gutalax najbližje ekstremnemu odvodu grindcora goregrindu, niso tipični predstavniki te zvrsti. Svojo glasbeno mešanico šaljivo imenujejo poop-core, grind-rock'n'roll oziroma močno distorzirana polka z mičkeno metala. Značilen slog ukvirja počasen goregrind v polka ritmu s posebno tehniko guturalnega petja. Pesmi nimajo besedil, njihovi naslovi pa opisujejo šaljive bizarne fekalne situacije. V skladu s tem člani skupine v živo nastopajo v dezinfekcijskih oblekah in zaščitnimi očali.

## Člani skupine
- Martin Matoušek – pevec
- Tomáš Kojas Anderle – kitara
- Mr. Free – bobni
- Pavel Troup – bas kitara

Nekdanji člani
- Pouřik – bobni
- Pruduch – kitara
- Míra Kohout – kitara

## Diskografija
Albumi
- Shit Beast (2011)
- Telecockies (2014) EP
- Shit Happens! (2015)
- The Shitpendables (2021)

Spliti
- Mondo Cadavere / Telecockies (2010)
- 911 (Emergency Slaughter) / Shit Evolution (2013)
- Spasm / Gutalax (2017)